# Ганеева, Вера Александровна
Ве́ра Алекса́ндровна Гане́ева (род. 6 ноября 1988, Камышин, Волгоградская область), в девичестве Карми́шина — российская легкоатлетка, специалистка по метанию диска. Выступала за сборную России по лёгкой атлетике в конце 2000-х — начале 2010-х годов, чемпионка Европы среди юниоров, победительница и призёрка первенств национального значения, участница летних Олимпийских игр в Лондоне. Мастер спорта России международного класса. В 2017 году была дисквалифицирована за допинг, и многие её результаты ныне аннулированы.

## Биография
Вера Кармишина родилась 6 ноября 1988 года городе Камышине Волгоградской области.
Занималась лёгкой атлетикой в Волгограде, проходила подготовку под руководством тренеров С. И. Левина, Л. Р. Ганеева, В. Г. Батырева. Состояла в МГФСО.
Впервые заявила о себе в метании диска в 2007 году, выиграв юниорское европейское первенстве в Хенгело.
В 2009 году на молодёжном европейском первенстве в Каунасе стала серебряной призёркой, уступив только британке Иден Фрэнсис.
В 2011 году на зимнем чемпионате России по длинным метаниям в Адлере выиграла бронзовую медаль, затем получила бронзу на летнем чемпионате России в Чебоксарах (позже в связи с дисквалификацией Дарьи Пищальниковой переместилась в итоговом протоколе соревнований на вторую позицию). Попав в состав российской национальной сборной, выступила на Кубке Европы по зимним метаниям в Софии, где стала третьей в личном зачёте и вместе со своими соотечественницами расположилась на третьей строке командного зачёта. Также, будучи студенткой, представляла страну на Универсиаде в Шэньчжэне — показала здесь результат 60,29 метра, став четвёртой.
В 2012 году была третьей на зимнем чемпионате России по длинным метаниям в Адлере и второй на летнем чемпионате России в Чебоксарах (впоследствии в связи с дисквалификацией Пищальниковой поднялась на второе и первое места соответственно). Выполнив олимпийский квалификационный норматив, по итогам чемпионата удостоилась права защищать честь страны на Олимпийских играх в Лондоне — в программе метания диска с результатом 59,90 метра не смогла преодолеть предварительный квалификационный этап.
После лондонской Олимпиады Ганеева осталась в основном составе российской национальной сборной и продолжила принимать участие в крупнейших международных стартах. Так, в 2013 году она стала третьей на чемпионате России в Москве, одержала победу на домашней Универсиаде в Казани, выступила на домашнем чемпионате мира в Москве.
В 2016 году победила на зимнем чемпионате России по длинным метаниям в Адлере.
19 апреля 2017 года Всероссийская федерация лёгкой атлетики сообщила о дисквалификации на два года метательницы диска Веры Ганеевой. Её допинг-проба, взятая на Олимпийских играх в Лондоне, дала положительный результат на дегидрохлорметилтестостерон. Результаты спортсменки с 3 августа 2012 года по 2 августа 2014 года были аннулированы. В феврале 2019 года Спортивный арбитражный суд наказал её ещё одним двухгодичным отстранением.